# Heartbeat (singel Enrique Iglesiasa)
"Heartbeat" ("Bicie serca") – piosenka electropop stworzona przez Jamiego Scotta i Marka Taylora na dziewiąty album studyjny Euphoria (2010), hiszpańskiego piosenkarza Enrique Iglesiasa. Utwór jest wykonywany w duecie z Nicole Scherzinger, główną wokalistką girlsbandu Pussycat Dolls. Remiks piosenki pojawił się na debiutanckiej płycie Nicole, Killer Love (2011).
"Heartbeat" został wydany 8 czerwca 2010 jako trzeci singel z albumu Euphoria w Stanach Zjednoczonych, a w październiku wydano go we Francji i Wielkiej Brytanii. Piosenka otrzymała ogólnie pozytywne opinie ze strony krytyków, większość chwali sposób połączenia głosów Iglesiasa i Scherzinger.
Teledysk towarzyszący utworowi nagrano w stanie Michigan w Kenwood, a jego reżyserem jest Hiro Murai. Oficjalna premiera miała miejsce 14 września 2010.

## Lista utworów
1. "Heartbeat" (featuring Nicole Scherzinger) - 4:17

### Singel CD
1. "Heartbeat" (featuring Nicole Scherzinger) – 4:17
2. "Heartbeat" (featuring Nicole Scherzinger) (Rudi Wells Open Heart Remix) – 4:12

### Heartbeat - RemixesEP
1. "Heartbeat" (Cutmore Club Mix) – 6:40
2. "Heartbeat" (Cutmore Dub) – 6:50
3. "Heartbeat" (Digital Dog Dub) – 6:08
4. "Heartbeat" (Digital Dog Radio Mix) – 3:43
5. "Heartbeat" (Digital Dog Remix) – 6:05
6. "Heartbeat" (Rudi Wells' Open Heart Remix) – 4:12

### Francuski singel CD
1. "Heartbeat" (featuring Nicole Scherzinger) – 4:17
2. "Heartbeat" (featuring Nicole Scherzinger) [RLS Radio Edit] - 3:54
3. "Heartbeat" (featuring Nicole Scherzinger) [Digital Dog Radio Mix] – 3:44
4. "Heartbeat" (featuring Nicole Scherzinger) [Glam as You Club Mix by Guena LG] - 7:36

## Pozycje
- Australian Singles Chart - 52
- Russian Love Radio Chart - 49

## Certyfikaty
- Australia - 2x platyna
- Włochy - złoto
- Nowa Zelandia - złoto